# میلدرد ربستاک
میلدرِد کاترین رِبستاک (انگلیسی: Mildred Rebstock; ۲۹ نوامبر ۱۹۱۹ – ۱۷ فوریهٔ ۲۰۱۱) شیمیدان دارویی آمریکایی بود. او و تیمش اولین کسانی بودند که کلرومایستین (همچنین معروف به کلرامفنیکل) را به‌طور کامل سنتز کردند. این اولین مورد از سنتز کامل یک آنتی‌بیوتیک بود. سازمان جهانی بهداشت این دارو را به عنوان دارویی با اهمیت حیاتی برای پزشکی انسانی طبقه‌بندی کرده است. رِبستاک در ۱۷ فوریه ۲۰۱۱ در بیمارستان سنت جوزف مرسی در آن آربور، میشیگان درگذشت.

## اوایل زندگی و تحصیلات
میلدرِد کاترین رِب‌استاک، دختر رِدنا و آدولف رِب‌استاک، در ۲۹ نوامبر ۱۹۱۹ در اِلکارت، ایندیانا به دنیا آمد. در سال ۱۹۳۸ از دبیرستان اِلکارت فارغ‌التحصیل شد و سپس تحصیلات خود را در کالج نورث سنترال ادامه داد. در دوران حضور در نورث سنترال، او عضو انجمن افتخارات زیست‌شناسی بتا بتا بتا و عضو باشگاه جانورشناسی کالج بود. او همچنین میانگین نمره‌ای بی‌نقص را در حالی حفظ کرد که تحت نظر پروفسورهای آی.آی. کوتن (شیمی) و هارولد آیگِن‌برُدت (جانورشناسی) تحصیل می‌کرد. او از این دو استاد الهام گرفت تا پس از فارغ‌التحصیلی از نورث سنترال با مدرک لیسانس در سال ۱۹۴۲، برای تحصیل در مقطع دکترا در دانشگاه ایلینوی در اِربانا-شمپین، که دانشگاه مادری این اساتید بود، اقدام کند. با میانگین نمره‌ای بی‌عیب و علاقه‌اش به علوم، او توانست یک بورسیه کامل برای تحقیق دربارهٔ اسید اسکوربیک در این دانشگاه دریافت کند. او مدرک کارشناسی ارشد خود را در سال ۱۹۴۳ و دکترای خود را در سال ۱۹۴۵ دریافت کرد. در سال ۱۹۴۵، میلدرِد یکی از دانشجویان تحصیلات تکمیلی بود که به انجمن فی بتا کاپا و سیگما زای پیوست.

## حرفه پژوهشی
رِبستاک از سال ۱۹۴۵ تا ۱۹۷۷ در آزمایشگاه‌های تحقیقاتی پارک-دیویس به عنوان شیمیدان تحقیقاتی تازه‌کار استخدام شد و بعدها در سال ۱۹۵۹ به عنوان رهبر تحقیقات ارتقا یافت. در این زمان، او و تیمش در حال تحقیق دربارهٔ یک آنتی‌بیوتیک تازه کشف شده به نام استرپتومایسین بودند که اولین بار توسط آلبرت شاتز کشف شده بود. تیم پارک-دیویس متشکل از رِبستاک و همکارانش جان کانترولیس، هری کروکس و کوئنتین بارتز کشف کردند که پایداری شیمیایی بیشتر از طریق هیدروژن‌دار کردن کاتالیزوری استرپتومایسین قابل دستیابی است و این ترکیب جدید دی‌هیدرواسترپتومایسین نام گرفت. این کشف به‌طور همزمان توسط تیمی در مرک اند کو. نیز انجام شد. اگرچه استفاده از این آنتی‌بیوتیک در انسان متوقف شده است، اما هنوز در پزشکی و دامپزشکی مورد استفاده قرار می‌گیرد.
پس از کار او با دی‌هیدرواسترپتومایسین، رِبستاک مأمور سنتز یک آنتی‌بیوتیک جدید شد که توسط جان اِریش در کشتی از استرپتومایسس ونزوئلا کشف شده بود. مولکول این آنتی‌بیوتیک بسیار ساده‌تر از آنتی‌بیوتیک‌های قبلی بود که کار رِبستاک را آسان‌تر کرد. مشخص شد که جزء کلیدی این مولکول یک حلقه نیتروبنزن است که آزمایشگاه قبلاً تجربه کار با آن را داشت. رِبستاک در حدود نوامبر ۱۹۴۷ راهی برای سنتز کامل این آنتی‌بیوتیک پیدا کرد. این یک مورد نادر بود که سنتز یک مولکول از نظر اقتصادی مقرون‌به‌صرفه‌تر از تخمیر آن از طریق فرآیندهای آلی بود. تیم کار خود را در سال ۱۹۴۹ منتشر کرد. به دلیل در دسترس بودن کلرومایستین پس از کار رِب‌استاک، این دارو به مقدار زیاد برای درمان تب منقوط کوه‌های راکی و حصبه استفاده شد و هنوز هم به عنوان یک اقدام ثانویه برای موارد شدید مننژیت، وبا و سایر بیماری‌های باکتریایی عفونی مورد استفاده قرار می‌گیرد. از زمان کشف آن، کلرومایستین با افزایش خطر کم‌خونی آپلاستیک کشنده مرتبط شده است که منجر به کاهش استفاده از آن در انسان در ایالات متحده شده است. اگرچه این دارو در کشورهای توسعه‌یافته دیگر مورد توجه نیست، اما هنوز یک آنتی‌بیوتیک حیاتی است که به مقدار زیاد در کشورهای در حال توسعه استفاده می‌شود. به همین دلیل، این دارو در فهرست داروهای ضروری سازمان جهانی بهداشت قرار دارد.